# Demetrio Duque y Merino
Demetrio Duque y Merino (Reinosa, 1844-Reinosa, 1903) fue un escritor y periodista español.

## Biografía
Nació en 1844 en Reinosa. Literato y periodista montañés, en 1863 era redactor en Madrid del periódico El Fomento. En 1888 dirigía en Reinosa El Ebro. Colaboró en El Carbayón de Oviedo, además de en El Atlántico y diversos diarios. Duque, que escribió cuentos, teatro, biografías, textos costumbristas y poesía, falleció el 10 de febrero de 1903 en su localidad natal.